# Lemon Grove (California)
Lemon Grove es una ciudad dentro del condado de San Diego, California, Estados Unidos. La población era de 24 918 según el censo de 2000.

## Geografía
Lemon Grove está localizada en las coordenadas 32°44′0″N 117°2′1″O / 32.73333, -117.03361 (32.733451, -117.033702).
Según la Oficina del Censo de los Estados Unidos, la ciudad tiene un área total de 9,8 km² (3.8 mi²), de tierra.

## Demografía
Según el censo del 2000, había 24 918 personas, 8488 hogares, y 5958 familias residiendo en la ciudad. La densidad poblacional era de 2531,8/km² (6,557.3/mi²). Había 8722 unidades unifamiliares en un promedio de densidad de 886,2/km² (2,295.2/mi²). La composición demográfica de la ciudad era del 59,63% blanca, 12,08% afrodescendiente, 1,10% amerindia, 5,75% asiática, 0,84% polinesios, 13,50% de otras razas, y el 7,10% de dos o más razas. Los hispanos o latinos de cualquier raza eran el 28,52% de la población.

## Educación
El Distrito de Escuelas Preparatorias de Grossmont Union gestiona las escuelas preparatorias que sirven a la ciudad.